# 마이클 슈베르너
마이클 슈베르너(영어: Michael Schwerner, 본명: 마이클 헨리 슈베르너, Michael Henry Schwerner, 1939년 11월 6일 ~ 1964년 6월 21일)는 미국의 민권 운동가였다. 미시시피주 네쇼바군 시골에서 쿠 클럭스 클랜 회원들에 의해 살해된 세 명의 인종평등회의(CORE) 현장 작업자 중 한 명이었다. 슈베르너와 동료 두 명인 제임스 채니(James Chaney), 앤드루 굿먼(Andrew Goodman)은 1890년 이후 주에서 대부분 권리가 박탈된 아프리카계 미국인의 투표 등록을 장려하는 등 민권 활동에 대한 대응으로 살해되었다.

## 같이 보기
- 미국의 흑인 민권 운동